# Гленвуд (Илиноис)
Гленвуд (енгл. Glenwood) град је у америчкој савезној држави Илиноис.

## Демографија
По попису из 2010. године број становника је 8.969, што је 31 (-0,3%) становника мање него 2000. године.
| Група             | 2000.         | 2010.         |
| Белци             | 4.399 (48,9%) | 2.186 (24,4%) |
| Афроамериканци    | 4.008 (44,5%) | 5.979 (66,7%) |
| Азијати           | 56 (0,6%)     | 27 (0,3%)     |
| Хиспаноамериканци | 452 (5,0%)    | 665 (7,4%)    |
| Укупно            | 9.000         | 8.969         |